# Vanguard (periodico)
Vanguard: A Libertarian Communist Journal è stata una rivista anarchica a cadenza mensile, con sede a New York, pubblicata tra l'aprile del 1932 e il luglio del 1939, diretta da Samuel Weiner.
Vanguard ebbe origine come un progetto del Vanguard Group, con la collaborazione di numerosi membri di altri giornali anarchici. Il suo sottotitolo originale era "An Anarchist Youth Publication", cambiato in "A Libertarian Communist Journal" dopo la prima uscita.
Entro alcune uscite Vanguard sarebbe diventata una cassa centrale di risonanza per il movimento anarchico internazionale, compresi i rapporti durante gli sviluppi della rivoluzione spagnola nonché per le relazioni del movimento di Augustin Souchy ed Emma Goldman.